# Mr. Nice
Mr. Nice is een Brits-Spaanse misdaadfilm uit 2010, geschreven en geregisseerd door Bernard Rose. De film is gedeeltelijk een biopic, een losse verfilming van Mr Nice, de cult-autobiografie uit 1997 van Howard Marks.

## Verhaal
Howard Marks, een student filosofie en natuurkunde aan Balliol College, Oxford, begint zijn carrière als de grootste drugssmokkelaar in de Britse geschiedenis na zijn afstuderen met een graad in natuurkunde. Met behulp van verschillende valse identiteiten, bijvoorbeeld onder de codenaam Mr. Nice, smokkelt hij marihuana en hasj over de hele wereld. Hij helpt ook de CIA en MI6 tegen de maffia en de IRA, wat hem uit de gevangenis redt, maar niet voor altijd.

## Rolverdeling
| Acteur          | Personage         |
| --------------- | ----------------- |
| Rhys Ifans      | Howard Marks      |
| Chloë Sevigny   | Judy Marks        |
| David Thewlis   | Jim McCann        |
| Luis Tosar      | Craig Lovato      |
| Crispin Glover  | Ernie Combs       |
| Omid Djalili    | Saleem Malik      |
| Christian McKay | Hamilton McMillan |
| Elsa Pataky     | Ilze Kadegis      |
| Jack Huston     | Graham Plinston   |

## Release
De film ging in première op 14 maart 2010 op het South by Southwest in Austin.

## Ontvangst
Op Rotten Tomatoes heeft Mr. Nice een waarde van 53% en een gemiddelde score van 5,50/10, gebaseerd op 47 recensies. Op Metacritic heeft de film een gemiddelde score van 60/100, gebaseerd op 14 recensies.